# Storia del violino

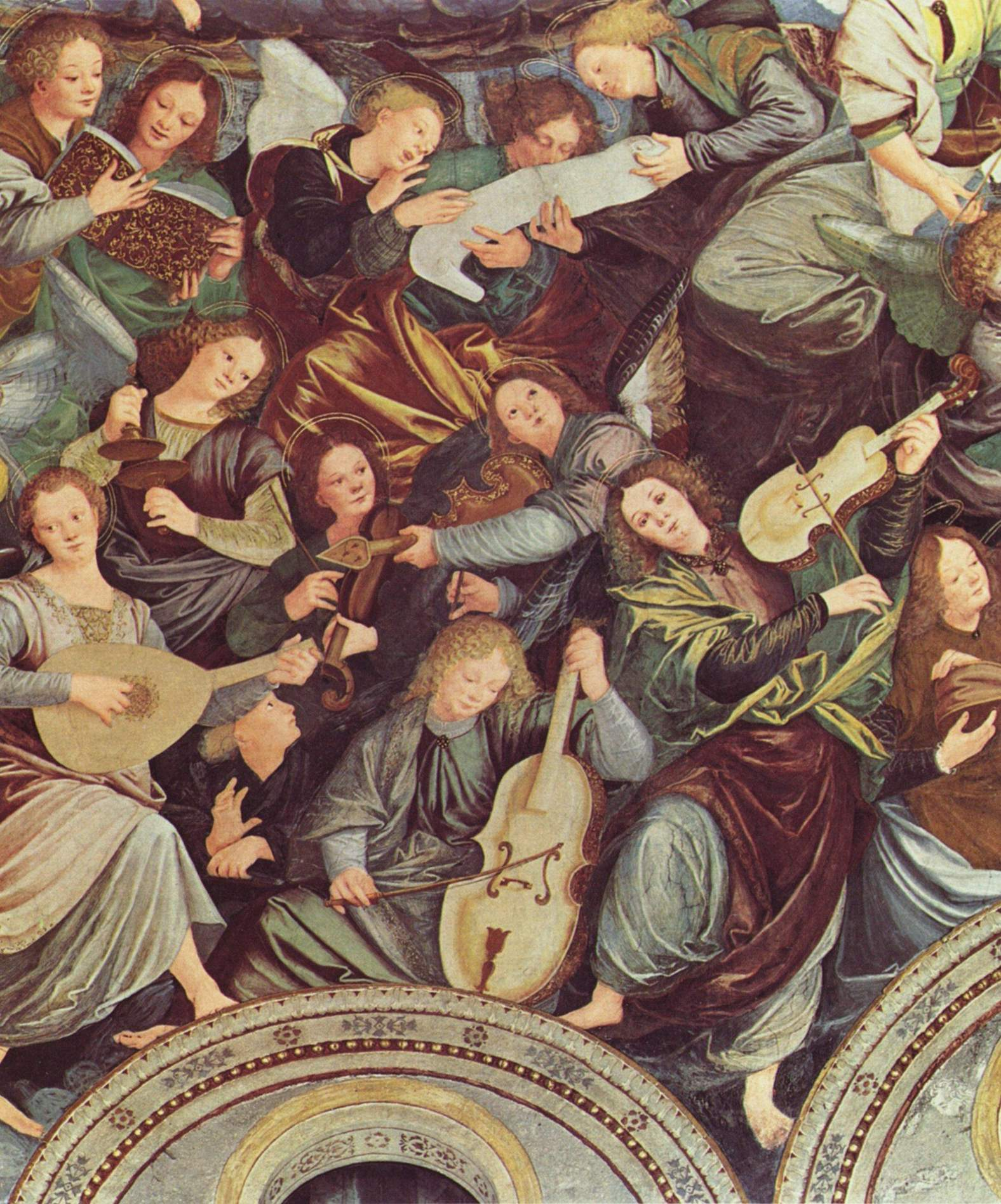
Protoviolini di varie taglie in un affresco di Gaudenzio Ferrari a S.Maria dei Miracoli a Saronno (1535 circa)

Le fonti più antiche riguardanti il violino ci permettono di far risalire la sua nascita all'inizio del XVI secolo.
I primi esemplari (i cosiddetti protoviolini) erano probabilmente soltanto un'evoluzione di strumenti ad arco preesistenti. Erano costruiti in "famiglie" comprendenti 3 taglie diverse di strumenti, approssimativamente corrispondenti alle tessiture di soprano, contralto o tenore, e basso. A Venezia, il maggior centro di produzione di tali strumenti del XVI secolo in Europa (sono ivi annoverati, in questo periodo, circa 140 liutaî), il violino era comunemente chiamato "lira": nel secondo decennio del '500, ovvero negli anni in cui il violino e la lira da braccio andavano codificandosi nella loro forma definitiva, erano presenti in città contemporaneamente sette "lireri", ovvero costruttori di strumenti ad arco. 
Nella prima parte del XVI secolo, il soprano ed il contralto di viola da braccio potevano avere solamente tre corde; mentre per il basso si potevano trovare accordature sia a tre sia a quattro corde, secondo i trattati dell'epoca, arrivando talvolta fino a cinque, secondo alcune fonti iconografiche.
La gran parte delle ipotesi tradizionali pone l'apparizione dei primi violini veri e propri, dotati della stessa forma e medesima accordatura usata ancora ai nostri giorni, nell’Italia settentrionale, a Cremona con Andrea Amati, a Brescia con Gasparo da Salò, Zanetto e Pellegrino Micheli, ed a Venezia con la famiglia Linarolo. Tuttavia ricerche più recenti pongono fondati dubbi su quasi tutte le attribuzioni degli strumenti ad arco italiani del XVI secolo oggi sopravvissuti e presenti nei musei.
Perciò, non rimane agli studiosi che basarsi sui soli documenti, la cui interpretazione è resa più difficile da problemi terminologici.
Nonostante ciò, da questi dati si vede chiaramente che la nuova famiglia di strumenti ad arco apparve quasi nello stesso tempo in varie parti d'Europa: oltre che nell’Italia settentrionale, in Francia (a Parigi e Lione), in Germania (dove Martin Agricola segnala nel 1545 la presenza di gruppi di violinisti polacchi), nei Paesi Bassi (specialmente in Bruxelles e in Anversa), a Praga. Si può quindi supporre che il violino sia nato come strumento di musicisti ambulanti, durante i primi decenni del XVI secolo, da una fusione di strumenti diversi, quali le vielle e le ribeche a tre corde. Tra questi musicisti possiamo collocare sia i violinisti polacchi citati da Agricola, sia i gruppi di polistrumentisti e danzatori di origine ebraica che dalla Lombardia si diffusero fino ai Paesi Bassi ed all'Inghilterra, il cui influsso fu probabilmente ancor più determinante per lo sviluppo della famiglia delle viole da braccio.
Una recente ricerca dimostra invece, sulla base di documenti reperiti negli archivi veneziani, come l'origine ebraica di questi musici sia da ridefinire: Ambrogio Lupo ed i Bassano, musici alla corte dei Tudor, avevano origini italiane e vissero e lavorarono a Venezia come sonatori o liutai, prima di trasferirsi in Inghilterra. I "Violoni" (gruppi di sonatori itineranti presenti in area padana) avevano tutti pressoché indistintamente origine Italiana.
Il violino nel XVI secolo era usato principalmente nella musica di danza; tuttavia in Italia assunse molto presto funzioni più nobili, nelle corti o nelle chiese: nel 1530 a Brescia abbiamo la citazione del termine "violino" e circa dieci anni dopo anche a Venezia troviamo violini in varie "Scuole" e durante le messe e le processioni.
In realtà, protoviolini erano già presenti ed usati a Venezia, e probabilmente altrove, fin dai primi anni del '500, ma venivano definiti con i termini "violette" o "lirini". Le formelle del monumento funebre del Doge Barbarigo (1501 - 1515), oggi custodite presso il Museo Ca' d'oro di Venezia, contengono, a conferma, uno strumento ad arco con tutti i caratteri già in essere del violino della metà del XVI secolo..

## Dal XVII secolo ai giorni nostri
Dalla metà del XVIII secolo, l'arte della liuteria si irradia in tutta Europa. Sorgono importanti "scuole" con caratteri omogenei al loro interno, come alcuni particolari nella forma degli strumenti fabbricati o nella tecnologia costruttiva, oppure un certo colore della vernice impiegata.
Cremona rimane il centro più importante della liuteria: vi lavorano il figlio di Girolamo Amati, Nicola, vero capostipite della liuteria classica cremonese, ed i suoi discepoli, Antonio Stradivari, Andrea Guarneri, Giovanni Battista Ruggeri e Francesco Rogeri. Ancora tra i maggiori liutai cremonesi si deve ricordare Giuseppe Guarneri, detto anche ”del Gesù”, e gli allievi di Stradivari, i figli Omobono e Francesco e Carlo Bergonzi.
Sempre in Italia, vera culla della liuteria, abbiamo, a Venezia, Santo Serafino, Domenico Montagnana, Matteo Gofriller, Francesco Gobetti e Pietro Guarneri, a Milano, Giovanni Grancino, altro discepolo di Amati, i Testore, Pietro Landolfi, i Mantegazza, a Bologna i Tononi e i Guidanti, a Firenze i Gabrielli, a Napoli Alessandro Gagliano (uscito dalla scuola di Stradivari) ed i suoi discendenti, a Roma David Tecchler e Michele Plattner, a Torino un altro allievo dello Stradivari, Giovanni Battista Guadagnini ed i suoi discendenti. 
Si sviluppò anche una scuola tirolese, piuttosto indipendente dall'influenza cremonese, con Jacob Stainer e la famiglia Klotz, il cui capostipite Mathias I aveva appreso la professione dallo Stainer e dal solito Nicola Amati.
Nel XIX secolo vennero ancora costruiti eccellenti violini, (Giovanni Francesco Pressenda e Joseph Rocca a Torino e Genova, Jean Baptiste Vuillaume de Mirecourt a Parigi), ma raramente paragonabili ai capolavori dei secoli precedenti. Anche oggi, i solisti cercano preferibilmente di esibirsi con strumenti del XVII e XVIII secolo.
Il XX secolo ha pure visto una ricca fioritura di liuterie in tutto il mondo, con nomi ormai affermati quali: Bisiach (Milano), Garimberti (Milano), Fiorini (Monaco), Poggi (Bologna), Gaggini (Nizza), Sacconi (New York), Carl Becker (Chicago), Peresson (Philadelphia), Bauer (Angers); ed altri, ancora attivi e in via di affermazione: Zygmuntowicz (Brooklyn), Curtin & Alf (Ann Arbor), Regazzi (Bologna), Luiz Bellini (Jackson Heights, New York), Robin (Angers), Roger Graham Hargrave (Meyenburg).
La forma esterna del violino non è cambiata dal XVII secolo ad oggi, ma almeno fino alla fine del XIX si sono modificate alcune caratteristiche costruttive secondarie in funzione della musica che vi veniva eseguita. Gli strumenti costruiti prima del 1800 sono stati quasi tutti modificati secondo le nuove esigenze, quindi oggi tutti i migliori strumenti antichi sono molto lontani dallo stato originale. Vi è tuttavia un movimento di interpretazione della musica del passato secondo la prassi esecutiva dell'epoca che utilizza strumenti costruiti tra il XVI ed il XVIII secolo rimessi nella ipotetica condizione d'origine, o eventualmente copie di strumenti dell'epoca. Il violino che presenta tali caratteristiche è comunemente detto violino barocco.

## Il violino nella musica classica
A partire dal periodo barocco, il violino è stato uno degli strumenti musicali più importanti nella musica classica, per varie ragioni. Il tono del violino emerge chiaramente al di sopra degli altri strumenti, facendone la voce ideale per portare la melodia o sorreggere il canto. Nelle mani di un buon violinista, si comporta in maniera estremamente agile, potendo eseguire rapidamente delle sequenze di note altrimenti molto difficili da riprodurre con altri mezzi. Inoltre il virtuosismo nel violino è di grande effetto (il suo solo rivale da un punto di vista di effetto e di tecnica è il pianoforte), e quindi i violinisti più dotati hanno affascinato il loro pubblico fin dal XVII secolo.
Il violino è anche considerato uno strumento dotato di grande espressività, spesso persino ritenuto capace di avvicinarsi alla voce umana, probabilmente per le grandi possibilità offerte dal vibrato e per la capacità di intervenire con variazioni anche minime sul tono e sul timbro del suono risultante.
I violini costituiscono una gran parte di un'orchestra, vengono normalmente suddivisi in due sezioni, dette primi e secondi violini. I compositori spesso assegnano la linea del canto ai violini primi, che spesso sono chiamati a sonare musica con maggiore contenuto tecnico, mentre i violini secondi normalmente suonano l'accompagnamento. Un quartetto d'archi, allo stesso modo, è formato da un primo ed un secondo violino, a cui si aggiungono una viola e un violoncello.

## Il violino nella musica popolare
Analogamente a molti altri strumenti utilizzati per la musica classica, il violino discende da lontani parenti, più rozzi nella forma, che venivano utilizzati con lo scopo di sonare della musica popolare. In seguito ad un periodo di forte sviluppo nell'ultima parte del Rinascimento, principalmente in Italia, il violino migliorò, sia in termini di volume, sia di tono, sia di agilità nell'esecuzione, fino al punto di diventare uno strumento molto importante nell'espressione musicale, rimanendo al tempo stesso di piacevole utilizzo anche da parte di molti esecutori per la musica popolare.